# William Chiroque
William Medardo Chiroque Távara, né le 10 mars 1980 à La Pilca, dans la province de Morropón (nord du Pérou), est un footballeur international péruvien qui évoluait en tant qu'attaquant.

## Biographie

### Carrière en équipe nationale
Chiroque compte 18 sélections en équipe du Pérou. Il dispute notamment la Copa América 2011 où il marque un but face au Venezuela lors du match de classement pour la troisième place.

## Palmarès

### En club
| Sporting Cristal - Championnat du Pérou (1) : - Champion : 2005. |  | Juan Aurich - Championnat du Pérou (1) : - Champion : 2011. |  | Universidad César Vallejo - Torneo del Inca (1) : - Vainqueur : 2015. |

### En sélection
Pérou
- Copa América :
  - Troisième : 2011.